# Fokker M.16
Die Fokker M.16 war ein einmotoriges, zweisitziges Aufklärungsflugzeug, das 1915 entwickelt wurde. Es hatte einen wassergekühlten Inline-Motor Austro-Daimler mit 200 PS (ca. 150 kW).
Die M.16E war der Prototyp der M.16Z, die entweder den Austro-Daimler oder einen 160 PS (ca. 120 kW) starken Mercedes-Motor hatte.
Die M.16E diente in der österreichisch-ungarischen Armee als Fokker B.III.

## Technische Daten
| Kenngröße             | Daten                                                               |
| --------------------- | ------------------------------------------------------------------- |
| Besatzung             | 2                                                                   |
| Spannweite            | 11,60 m                                                             |
| Länge                 | 7,65 m                                                              |
| Höhe                  | 2,85 m                                                              |
| Flügelfläche          | 32,0 m²                                                             |
| Leermasse             | 620 kg                                                              |
| Startmasse            | 1056 kg                                                             |
| Antrieb               | ein Austro-Daimler mit 160 PS (ca. 120 kW)                          |
| Höchstgeschwindigkeit | 155 km/h                                                            |
| Steigzeit             | 5 min auf 1000 m Höhe 13 min auf 2000 m Höhe 26 min auf 3000 m Höhe |
| Bewaffnung            | zwei MG Schwarzlose M 16, 7,92 mm (.312 in)                         |